# Franc Rokavec
Franci Rokavec, slovenski kmet in politik, * 12. september 1963, Ljubljana.
Med 23. decembrom 2004 in 15. marcem 2007 je bil državni sekretar Republike Slovenije v Službi Vlade Republike Slovenije za lokalno samoupravo in regionalno politiko.10.11 2006 je bil izvoljen za župana občine litije in sicer v mandatu 2006-2010 izvoljen je bil tudi za mandat 2010-2014ter 2014-2018 v tem mandatu pa je bil novembra 2017 izvoljen v državni svet ter tako postal državni svetnik na lokalnih volitvah 18 novembra 2018 je bil v prvem krogu izvoljen za župana Občine Litija. 2022 je bil ponovno izvoljen.